# La la laj
La la laj – drugi singel Ewy Farnej z czeskiego albumu Ticho.

## Pozycje na listach przebojów
| Lista            | Najwyższa pozycja |
| ---------------- | ----------------- |
| Czeskie Top 50   | 2                 |
| Radio Top 100    | 9                 |
| Słowackie Top 50 | 25                |

## Edycja polskojęzyczna
La la laj – trzeci singel Ewy Farnej promujący jej drugi album Cicho. Do piosenki został nakręcony także teledysk, który swoją premierę telewizyjną miał w marcu 2010.
Pozycje na listach przebojów
| "La la laj"                             | "La la laj" |
| Lista przebojów                         | Pozycja     |
| --------------------------------------- | ----------- |
| Polska – Oficjalne notowanie teledysków | 2           |
| Radio Wawa                              | 1           |
| Viva ChartSurfer                        | 1           |
| Viva PL Top 10                          | 1           |
| Viva NetCharts                          | 1           |
| MTV Maxxx Hits                          | 1           |
| 4fun.tv                                 | 1           |
| Radio Eska                              | 2           |
| Poplista RMF FM                         | 2           |
| Radio Zet                               | 7           |
| Interia.pl                              | 1           |
| VH1                                     | 1           |
| Polskie Radio Katowice                  | 2           |
| Onet.pl                                 | 1           |